# قتاد حريري
القَتَاد الحريري الاسم العلمي (باللاتينية: Astragalus bombycinus) هو نوع عشبي حولي أو معمر من جنس القتاد.

## البيئة والانتشار
موطن نبات القتّاد الحريري مصر.

## الأسماء العلمية المرادفة
- لا توجد.

## الأسماء الأخرى
خناصير العروس  أو خناصر العروس، قفعاء حريرية، اسطراغالس حريري.